# Vienna Blood – Mephisto
Vienna Blood – Mephisto (englischer Titel: Mephisto Waltz) ist ein britisch-österreichischer zweiteiliger Fernsehfilm der Krimireihe Vienna Blood aus dem Jahr 2024 von Regisseur Umut Dağ mit Matthew Beard als Arzt und Psychoanalytiker Max Liebermann und Juergen Maurer als Wiener Kriminalbeamten Oskar Rheinhardt. Das Drehbuch von Stephen Thompson basiert auf Motiven des Romanes Teuflischer Walzer von Frank Tallis.

## Handlung

### Teil 1

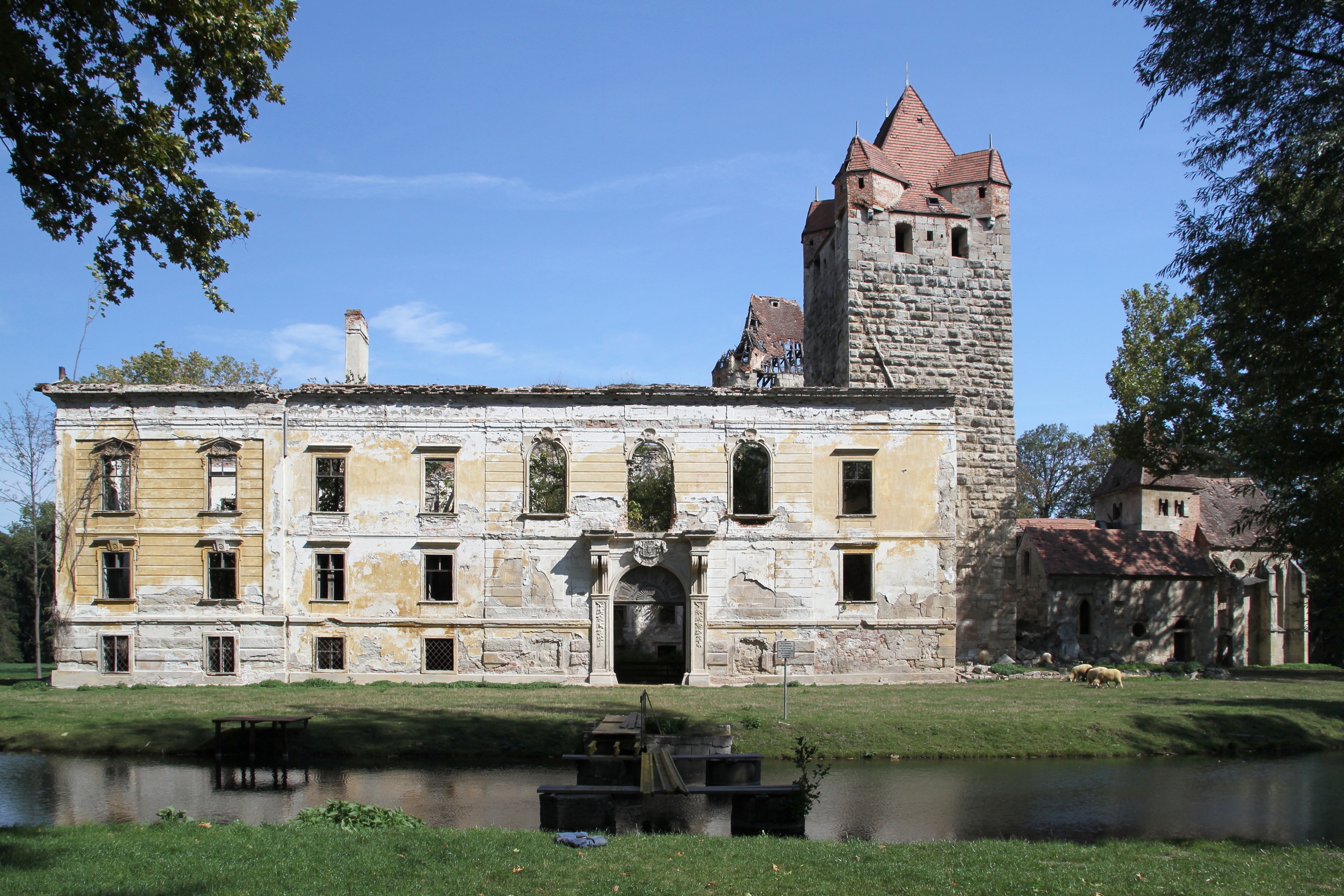
Schloss Pottendorf diente als Drehort für das Treffen zwischen Burgstaller und Strasser

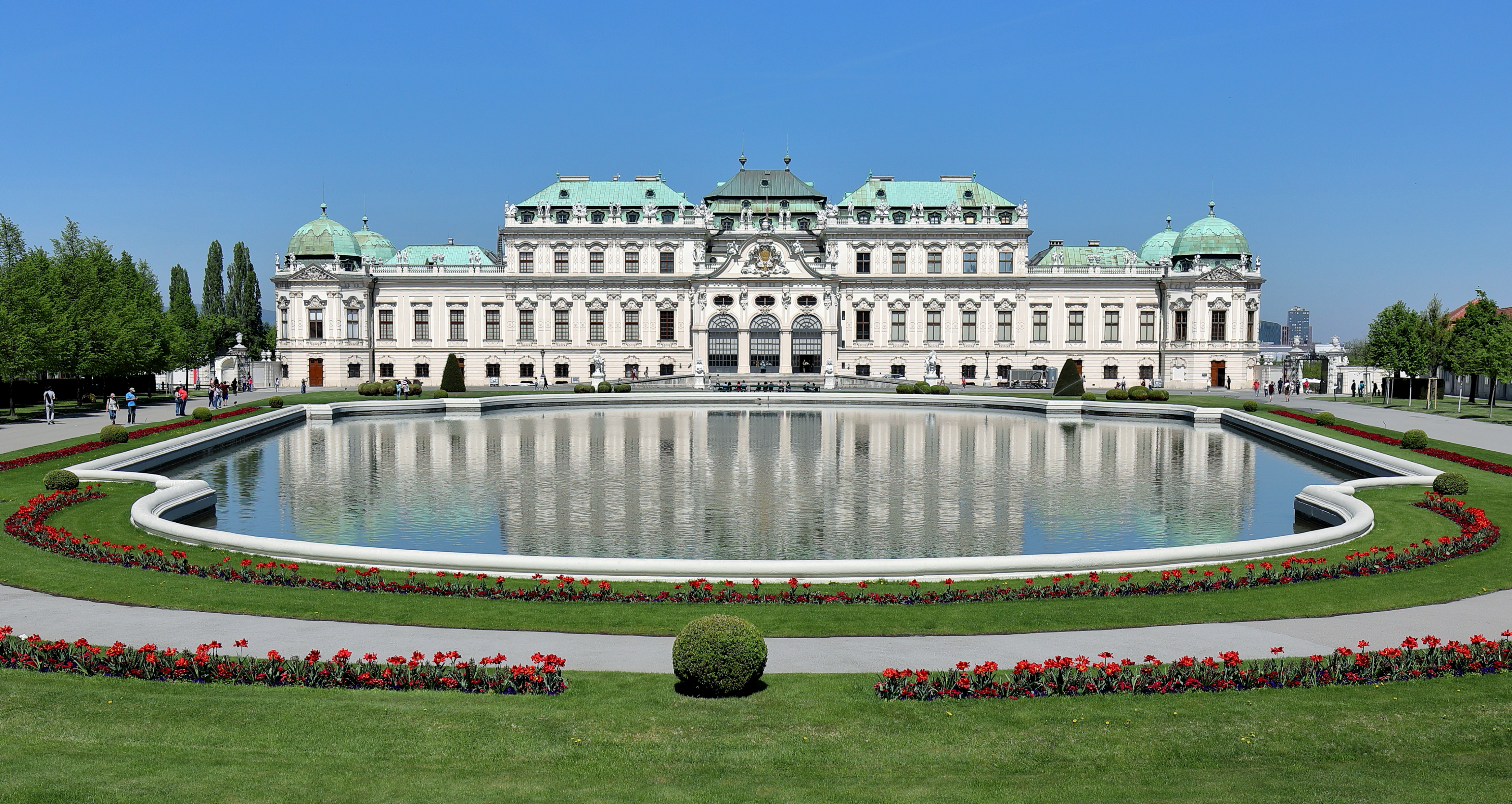
Das Obere Belvedere diente als Kulisse für das Palais Rieger

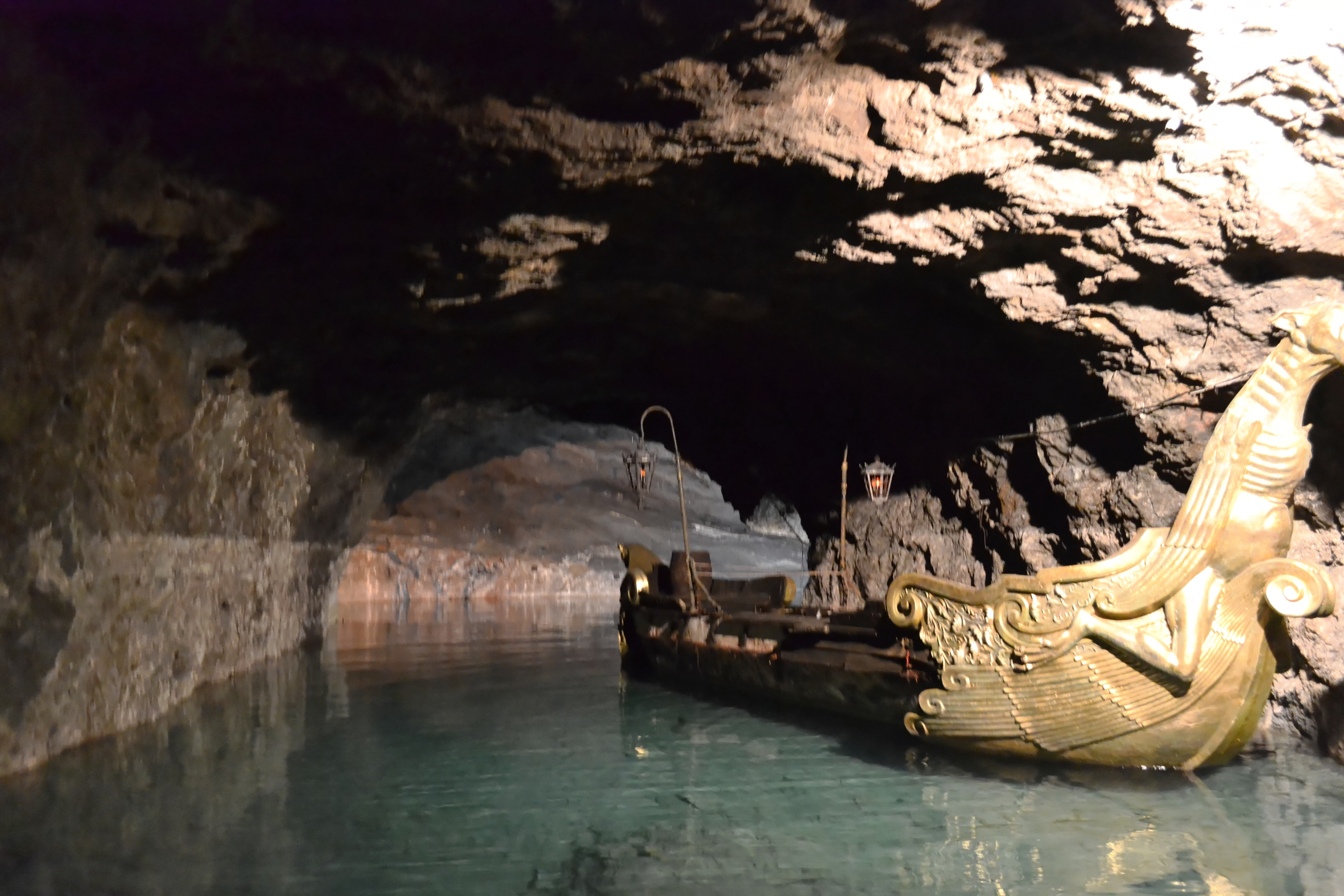
Die Seegrotte in Hinterbrühl fungierte als Teil der Kulisse des Casinos

Der Wiener Kriminalbeamte Oskar Rheinhardt und die Polizei Leopoldstadt nehmen den lang gesuchten Waffenschieber Franz Burgstaller fest. Burgstaller behauptet, den Aufenthaltsort und die Identität von Mephisto zu kennen, einem Maulwurf im Geheimdienst der Monarchie, hinter dem Polizeidirektor Strasser seit Jahren her ist. 
Bei einem Treffen zwischen Burgstaller und den Polizisten Strasser, Rheinhardt, Haussmann und Meier in einer verlassenen Schlossruine werden Strasser und Burgstaller erschossen, noch bevor Burgstaller weitere Informationen preisgeben konnte. Der Mörder wird später als Thomas Hofer aus Meidling identifiziert, Bartholdi folgt Strasser als Polizeidirektor nach.
Rheinhardt bittet den von einer Vortragsreise aus den USA zurückgekehrten Arzt und Psychoanalytiker Max Liebermann um Unterstützung um Mephisto auf die Spur zu kommen. Von Burgstallers Geliebter erhalten die beiden den Namen des spanischen Sängers Carlos Carillo, der allerdings angibt, Burgstaller nicht gekannt zu haben. Am Tag darauf ist Carillo tot, bei ihm wird ein Zettel mit der Nummer 1257 gefunden. Rheinhardt befürchtet, dass Mephisto herausgefunden hat, dass er hinter ihm her ist.
Bei Carillo werden zahlreiche Briefe von Bewunderern sowie ein Decodierschablone aus Papier gefunden. Unter einer Briefmarke versteckt findet Liebermann schließlich den damit zu entschlüsselnden Text. Dieser führt sie zum Palais Rieger, in dem sich das Spielcasino von Helena Rieger befindet. In Carillos Hinterlassenschaft findet sich außerdem ein spezieller Spieljeton. Im Casino geben sich Liebermann und Rheinhardt als Lord Sadler und Graf Trautmannsdorf aus. Von Kasinomanager Karner erhalten die beiden einen Zettel mit einer Nummer, so wie sie einen bei Carillo gefunden wurde.
Liebermann lernt Helena Rieger kennen, nachdem er dem Croupier Carillos Spieljeton präsentiert. Rheinhardts Schwindel fliegt auf, nachdem er sich nach Carillo erkundigt, Liebermanns wahre Identität wird ebenfalls von Rieger bald darauf entdeckt. Rieger behauptet, Burgstaller nie getroffen zu haben, der Spieljeton sei für eine exklusive Runde von Spielern wie Carillo. Liebermann und Rheinhardt wollen am nächsten Tag mit dieser Runde Chemin de fer spielen.
Therese Thanhofer taucht bei Rheinhardt auf, nachdem ihr Mann Wenzel sie geschlagen hatte. Oskar sucht daraufhin Wenzel auf und droht ihm, ihn umzubringen, sollte er Therese noch einmal wehtun. Clara Weiss lernt in der Zeitungsredaktion den einflussreichen Zeitungsmacher Paul Herzog, genannt „der Baron“, kennen. Herzog hatte einige Interviews von Clara gelesen, er möchte, dass sie eine Kolumne für die weibliche Leserschaft über die politische Situation im Osten schreibt und die öffentlichte Meinung in seinem Sinne beeinflusst.
Helena Riegers Vater war ein Unternehmer in der Stahlindustrie, das Casino für die exklusive Runde wurde auf den Gründen einer alten Mine errichtet. Die Runde besteht neben Liebermann aus „dem Soldaten“, „dem Baron“ und „der Schauspielerin“, wobei alle in der Gruppe Masken tragen. Währenddessen findet Rheinhardt in der Casino-Garderobe den zur Nummer 1257 gehörenden Koffer, darin befindet sich ein Gewehr. Der Koffer wird bald darauf abgeholt, Rheinhardt nimmt die Verfolgung auf. Dabei wird Liebermann durch einen Schuss verletzt.

### Teil 2

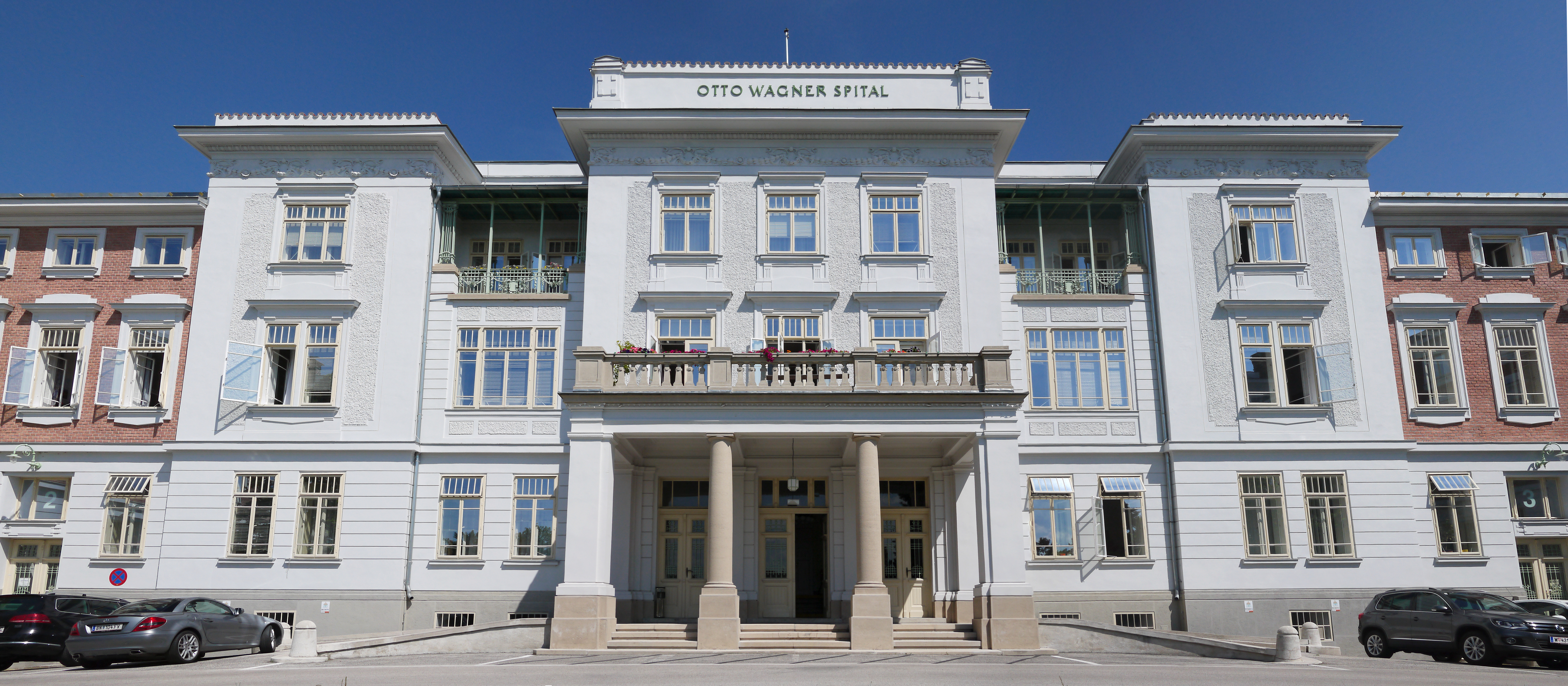
Das ehemalige Otto-Wagner-Spital war Kulisse für das Krankenhaus

Liebermann wird lebensbedrohlich verletzt ins Krankenhaus gebracht. Am Tatort findet Rheinhardt zwei Patronenhülsen, obwohl nur ein Schuss zu hören war. Die Tatwaffe könnte aufgrund der Verletzungen das zuvor abgeholte Gewehr sein, Rheinhardt vermutet Mephisto oder dessen Helfer als möglichen Täter. Am Gewehr findet sich ein Schalldämpfer, die Waffe dürfte von Waffenschieber Franz Burgstaller stammen.
Rheinhardt findet Wenzel Thanhofer tot in einer Blutlache in der Wohnung von Therese. Eine Zeuge aus einer nebenliegenden Wohnung hat den Streit zwischen Oskar und Wenzel beobachtet und beschuldigt Oskar des Mordes an Wenzel. Einer Verhaftung durch Von Bülow entzieht sich Rheinhardt durch Flucht. Er vermutet, dass Von Bülow jemanden über sein Gespräch mit ihm über Mephisto erzählt hat und Mephisto ihm den Mord an Wenzel anhängen wollte.
Im Krankenhaus treffen die Eltern von Max Liebermann auf den Polizisten Meier, der dabei ist, ein Kissen an sich zu nehmen. Meier behauptet, ein Freund von Max zu sein. Direktor Bartholdi beordert Meier, Rheinhardt ausfindig zu machen, nachdem er Rheinhardts Assistenten Haussmann für befangen hält. Haussmann findet Rheinhardt schließlich in einem Versteck in der Wohnung der Familie Liebermann. Nach der Rückkehr von Mendel Liebermann aus dem Krankenhaus erfährt Rheinhardt, dass Mendel dort den Polizisten Meier getroffen hatte. Währenddessen stellt Lisa Lindner Nachforschungen zu den an den Tatorten gefundenen Zigarettenstummeln an, die teure ägyptisch-türkische Mischung wird in einem Geschäft in der Weihburggasse mit exklusivem Kundenkreis verkauft. Meier gibt Lindner gegenüber an, ihre Spur weiter zu verfolgen.
In der Nacht trifft Rheinhardt auf seinen Kollegen Meier und beschuldigt ihn, für Mephisto zu arbeiten und Wenzel Thanhofer sowie Carillo ermordet zu haben. Bevor Meier weitere Informationen über Mephisto ausplaudern kann, wird er aus einem gegenüberliegenden Fenster erschossen. Die Polizei findet am Tatort ein Etui mit den Initialen O.R. Rheinhardt stellt sich die Frage, warum Mephisto Meier erschossen hat und nicht ihn. Außerdem vermutet er, dass es sich bei einem der Spieler aus dem Casino um den Verräter handeln könnte. Von Helena Rieger erhält er die Namen, nachdem sie der Polizei misstraut, die wiederum auf der Suche nach Rheinhardt ist. Die Liste besteht aus Katharina Schratt, in der Spielerrunde nur „die Schauspielerin“ genannt, „dem Soldaten“ General Leopold Straub und „dem Baron“ Paul Herzog.
Zwischenzeitlich entzieht Paul Herzog Clara Weiss den Auftrag für die Kolumne, ihre Arbeit sei für ihn wertlos, weil sie wie von ihm gefordert darin eine pazifistische Position vertreten hatte. In der für den nächsten Tag geplanten Kolumne fordert Herzog entgegen seiner längjährigen Position zum Krieg auf. Rheinhardt vermutet, dass Herzog im Casino verloren hatte und deshalb seine bisherige Position auf Druck einer der beiden anderen Spieler komplett ändern musste.
Helena Rieger erhält ein Schreiben, wonach sie im Stephansdom erwartet wird. Rheinhardt geht an ihrer Stelle mit Haussmann dorthin. Dort findet ein Trauergottesdienst für Katharina Schratts Großvater statt, den auch Franz Joseph I. in Zivil besucht. Im Dom findet Rheinhardt den serbisch-ungarischen Söldner Lazar Kiss mit einem Gewehr bewaffnet. Er hatte den Kaiser ins Visier genommen, Rheinhardt gelingt es rechtzeitig, ihn zu überwältigen, Kiss flüchtet in den Dachstuhl des Domes. Dort kommt es zum Zweikampf, Kiss stürzt von Dom auf den Stephansplatz in den Tod während Rheinhardt, der droht ebenfalls abzustürzen, von Haussmann gerettet wird. Bei der Polizei ist Rheinhardt vollständig rehabilitiert.
Rheinhardt findet schließlich heraus, dass Hans Brückmüller der Vater von Helena Rieger war. Brückmüller war im Gefängnis gestorben, wohin ihn Rheinhardt gebracht hatte. Er zieht den Schluss, dass es sich bei Helena Rieger um Mephisto handelt. Sie gesteht, dass sie mit einem Krieg und der Zerstörung das Geschäft ihres vom Vater geerbten Stahl- und Waffenimperiums ankurbeln möchte. Ausgelöst werden sollte der Krieg durch ein Attentat des serbisch-ungarischen Söldners Lazar Kiss auf den Kaiser. Helena Rieger hatte ihre Spielerrunde mit deren Spielschulden erpresst. Paul Herzog sollte für sie die öffentliche Meinung in Richtung Krieg beeinflussen, General Straub die Waffenlieferungen durch die Rieger Waffenfabrik AG autorisieren und Katharina Schratt hatte eine Möglichkeit für den Scharfschützen Kiss geschaffen, um ein Attentat auf den Kaiser auszuführen. Rheinhardt sollte für sie Kiss töten, um mit dessen serbischer Aggression die Öffentlichkeit für den Krieg zu gewinnen.
Auch Direktor Bartholdi steht in der Schuld und den Diensten von Helena Rieger. Bartholdi erpresst Rheinhardt, indem seinen Liebsten etwas zustoßen könnte, sollte er irgendetwas von seinen Ermittlungsergebnissen ausplaudern. Max Liebermann erwacht aus dem Koma, Rheinhardt wird ausgezeichnet und als Held gefeiert, der das versuchte Attentat auf den Kaiser verhindert hat.

## Produktion und Hintergrund
Die Dreharbeiten zur vierten Staffel, bestehend aus zwei Folgen, fanden an 44 Drehtagen von  August bis Oktober 2023 in Wien und Niederösterreich statt. Drehorte waren unter anderem der Schlosspark von Schloss Pottendorf, die Universität Wien, das Obere Belvedere, der Stephansdom und die Seegrotte Hinterbrühl. In Wien-Penzing wurde am Otto Wagner Areal gedreht. Die Staffel spielt im Jahr 1909, zwei Jahre nachdem die dortige Anlage damals eröffnet wurde.
Produziert wurde die Serie von der österreichischen MR Film (Produzenten Oliver Auspitz, Andreas Kamm und Catrin Strasser) und der britischen Endor Productions (Produzent Jez Swimer), an der die Red Arrow Studios beteiligt sind. Unterstützt wurde die Produktion vom Filmfonds Wien, dem Fernsehfonds Austria, FISA+, Film in Austria (ABA) und dem Land Niederösterreich, beteiligt waren der Österreichische Rundfunk und das ZDF.
Die Kamera führten Xiaosu Han und Andreas Thalhammer, die Montage verantwortete Harald Aue und das Casting Nicole Schmied. Für das Maskenbild zeichnete Michaela Payer verantwortlich, für das Kostümbild Thomas Oláh und für das Szenenbild Conrad Moritz Reinhardt. Das Drehbuch schrieb der Engländer Stephen Thompson, der auch für drei Folgen der englischen Fernsehserie Sherlock die Drehbücher verfasst hat. Gedreht wurde auf Englisch, die deutschsprachigen Schauspieler synchronisierten sich für die deutschsprachige Fassung selbst.
Bei dem in der Serie gezeigten Panzermodell handelt es sich um das Burstyn-Motorgeschütz. Es wurde um die Handlungszeit des Filmes tatsächlich der k.u.k. Heeresleitung vorgestellt. Im Gegensatz zur Serie scheiterten die Verhandlung jedoch, wodurch es im Krieg nicht zum Einsatz kam.

## Veröffentlichung
Auf BBC Two wurden die beiden Filme am 4. August 2024 veröffentlicht.
Die ORF-Erstausstrahlung war am 20. und 21. Dezember 2024.
Die Erstausstrahlung im ZDF ist für den 22. Dezember 2024 (Teil 1) und den 5. Januar 2025 (Teil 2) vorgesehen.

## Rezeption
Oliver Armknecht vergab auf film-rezensionen.de für den ersten Teil sechs von zehn Punkten. Die Roman-Adaption arbeite mit Elementen des Verschwörungsthrillers, komme dabei aber nur wenig in die Gänge. Auch wenn Optik und Schauspiel wieder auf hohem Niveau seien, sei zumindest der erste Teil des Zweiteilers nicht ganz so spannend wie vorherige Episoden geworden.
Den zweiten Teil bewertete Oliver Armknecht mit sieben von zehn Punkten. Dieser sei über längere Zeit nicht sehr originell. Dafür habe es das Ende in sich, dazu gebe es wie immer schicke Bilder aus einer alternativen Vergangenheit.
Im ORF erreichte der erste Teil bei der Erstausstrahlung im Dezember 2024 bis zu 520.000 und durchschnittlich 428.000 Zuseher bei einem Marktanteil von 18 Prozent.